# Robert Wallop
Robert Wallop (20 juillet 1601 - 19 novembre 1667) est un homme politique anglais qui siège à la Chambre des communes à plusieurs reprises de 1621 à 1660. Il soutient la cause parlementaire pendant la guerre civile anglaise et est l'un des régicides du roi Charles Ier d'Angleterre.

## Jeunesse
Wallop est le fils unique d'Henry Wallop de Farleigh Wallop, Hampshire, et de sa femme, Elizabeth Corbet, fille de Robert Corbet de Moreton Corbet, Shropshire.

## Carrière
Wallop possède des terres domaniales dans le Hampshire et le Shropshire, notamment un manoir appelé « Fitch » qui n'est pas identifié par les historiens, mais qui est potentiellement situé dans le Shropshire.
En 1621, Wallop est élu député d'Andover et réélu en 1624. En 1625, il est élu député du Hampshire et réélu en 1626. Il est élu député d'Andover à nouveau en 1628 et siège jusqu'en 1629, lorsque le roi Charles décide de régner sans parlement pendant onze ans.
Wallop refuse de contribuer à la Guerres des évêques de 1639-1640 par antipathie pour le roi. En avril 1640, il est élu député d'Andover pour le Court Parlement et est réélu pour le Long Parlement en novembre 1640.
Il soutient le parlement dans la guerre civile, se joignant à tous les votes ultérieurs contre le roi. Néanmoins, le roi a une telle confiance en l'honneur de Wallop qu'en 1645 il déclare au Parlement qu'il serait disposé à remettre la milice entre les mains de Wallop avec de nombreux nobles et autres aux conditions convenues avec ses commissaires à Uxbridge mais cette proposition est rejetée. Wallop survit à la Purge de Pride pour siéger au Parlement croupion et est nommé par les grands de l'armée comme l'un des 59 commissaires qui siègent au procès de Charles Ier. Il assiste au procès et siège dans la Painted Chamber les 15 et 22 janvier et dans Westminster Hall les 22 et 23 janvier, mais il n'a pas signé l'arrêt de mort.
Sous le Commonwealth, Wallop est élu membre du Conseil d'État en 1649 et 1650 ; cependant, il se soumet au gouvernement de Cromwell avec une très grande réticence, ayant une préférence déterminée pour une république. Il est prêt à travailler contre l'intérêt de Cromwell pour restaurer son parlement préféré comme une preuve de ses sentiments et de son courage. Par exemple, lorsque Cromwell souhaite former le premier parlement du protectorat pour aider au gouvernement, Cromwell souhaite garder Henry Vane hors du parlement. Il empêche Vane d'être élu à Kingston upon Hull et à Bristol, bien qu'il ait été dit que Vane avait la majorité des voix dans ces deux villes. Wallop soutient Vane et utilise son influence pour que Vane soit choisi par l'arrondissement de Whitchurch, dans le Hampshire, ce qui fait tellement enrager la faction Cromwellienne qu'ils envoient une lettre menaçante à Wallop qui est signée par la plupart des juges de paix du comté. La lettre indique que si Wallop continue à soutenir Vane, ils s'opposeraient à la tentative de Wallop de devenir député. Wallop les ignore, soutient Vane et est élu député du Hampshire en 1654 malgré l'opposition des juges de paix. Wallop est réélu en 1656 et 1659.
Après la chute du régime cromwellien, Wallop montre son zèle sincère pour le Long Parlement comme soutien de la république, et il siège en 1659 dans leur conseil d'État. Au mois de décembre suivant, après avoir aidé avec d'autres à sécuriser Portsmouth, il reçoit leurs remerciements pour les bons et importants services qu'il leur a rendus. En avril 1660, il est élu député de Whitchurch au Parlement de la Convention, mais ne prend pas part à ses travaux et est empêché de siéger le 11 juin.
À la restauration de la monarchie, Wallop est exclu des indemnisations en vertu de l'Acte d'indemnisation et soumis à une peine supplémentaire. Il est jugé au barreau de la Chambre des communes avec William Monson (1er vicomte Monson) et Henry Mildmay (en). Après avoir été obligé d'avouer sa culpabilité, il est condamné à être dégradé de sa noblesse, tiré sur un traîneau vers et sous la potence à Tyburn avec un licou autour du cou et à être emprisonné à vie. Cette sentence est solennellement exécutée contre lui le 30 janvier 1662, jour anniversaire de l'exécution du roi. Il meurt le 19 novembre 1667 et son corps est envoyé à Farleigh Wallop pour être enterré avec ses ancêtres.

## Famille
Wallop épouse Ann Wriothesley, fille d'Henry Wriothesley (3e comte de Southampton), dont il a un fils, Henry Wallop, son unique enfant. Henry, grâce à l'intérêt du Lord grand trésorier, son oncle maternel Thomas Wriothesley, est autorisé à profiter de ses domaines dont la trahison de son père avait provoqué la confiscation.
Henry épouse Dorothy Bluet, la plus jeune fille de John Bluet, et a quatre fils : Robert, décédé du vivant de son père ; Henry, qui devient l'héritier de son père, mais meurt célibataire ; John, qui hérite du domaine; et Charles, décédé célibataire avant son père. Le 11 juin 1720, le roi George Ier anoblit le petit-fils de Wallop, John, qui devient l'héritier des grands domaines de la famille, comme baron Wallop de Farley Wallop et vicomte Lymington, tous deux dans le comté de Southampton.